# Oidiodendron griseum
Oidiodendron griseum är en svampart som beskrevs av Robak 1934. Oidiodendron griseum ingår i släktet Oidiodendron och familjen Myxotrichaceae.   Inga underarter finns listade i Catalogue of Life.